# Скворцов, Михаил Алексеевич
Михаи́л Алексе́евич Скворцо́в (1887—1967) — офицер Собственного Е. И. В. Конвоя, герой Первой мировой войны, участник Белого движения, генерал-майор. Коллаборационист, во время Второй Мировой воевал на стороне гитлеровской Германии.

## Биография
Казак станицы Суворовской Кубанского казачьего войска. Сын офицера.
Окончил 3-й Московский кадетский корпус и Николаевское кавалерийское училище (1907), откуда выпущен был хорунжим в Кубанский казачий дивизион.
4 октября 1910 года был переведен в лейб-гвардии 2-ю Кубанскую казачью сотню Собственного Е. И. В. Конвоя, в составе которого и вступил в Первую мировую войну. 30 июня 1915 года произведен в подъесаулы. Был дважды ранен, но остался в строю. Высочайшим приказом от 4 октября 1916 года пожалован Георгиевским оружием
За то, что 29-го мая 1916 года, находясь с 1-м взводом 1-й сотни Собственного Его Императорского Величества Конвоя на правом фланге дивизиона 2-го Кизляро-Гребенского полка Терского казачьего войска, задачей которого было обеспечить переправу нашей кавалерии у д. Вама, отвлекая на себя внимание и огонь противника, подъесаул Скворцов получил сообщение, что австрийцы на нескольких лодках переправляются правее нашего расположения через р. Прут, угрожая нашему расположению во фланг и тыл. Донес об этом командующему полком и, предупредив прикрываемые им пулеметы, — решил во что бы то ни стало предотвратить опасный для нас маневр австрийцев, для чего во главе со своим взводом двинулся к месту переправы австрийцев и, несмотря на ружейный, пулеметный и артиллерийский огонь противника, дошел до намеченного места и открыл по лодкам сильный и действительный огонь, вместе с подошедшим 4-м взводом. Противник, встретив неожиданный отпор, немедленно повернул обратно и бежал за гребень, преследуемый нашим огнём. Благодаря столь решительным и энергичным действиям подъесаула Скворцова переправа австрийцев была ликвидирована в самом начале, что дало возможность названному дивизиону выполнять задачу в полной мере, не отвлекая части общего резерва на обеспечение нашего права фланга.
Также был награждён орденом Св. Владимира 4-й степени с мечами и бантом. После Февральской революции и переформирования Конвоя в Кубанский и Терский гвардейские казачьи дивизионы, подъесаул Скворцов был перечислен в Кубанский гвардейский казачий дивизион.
В Гражданскую войну участвовал в Белом движении на Юге России. С чинами дивизиона присоединился к Добровольческой армии, с 16 января 1918 года — в отряде полковника Покровского. Участвовал в 1-м Кубанском походе в конвое Кубанского атамана и 1-м офицерском конном полку. 5 апреля 1918 года произведен в есаулы, а 23 июля назначен командиром 2-го Запорожского полка Кубанского казачьего войска. В 1919 году был произведен в полковники. 9 июня 1919 года назначен командиром бригады 4-й Кубанской казачьей дивизии, а 22 июня — начальником той же дивизии. В сентябре 1919 — временно исполняющий обязанности командующего 2-м Кубанским казачьим корпусом. 23 октября 1919 года назначен командиром 2-й бригады 4-й Кубанской казачьей дивизии. Был произведен в генерал-майоры. В начале 1920 года эвакуировался из Новороссийска.
В эмиграции в Болгарии, затем в Югославии. Был командиром 3-го Сводно-Кубанского полка, а после кадрирования части — командиром кадра полка. Состоял членом правлений Союза Первопоходников и Союза русских военных инвалидов, представителем полкового объединения в Югославии.
В годы Второй мировой войны служил в Русском корпусе. 17 октября 1941 года назначен командиром вновь сформированной 11-й роты 4-го батальона Сводного полка. На 28 декабря 1941 — командир 6-й (казачьей) роты 2-го полка, на 1 января 1943 года — командир 6-й сотни 2-го батальона 1-го казачьего полка (в чине гауптмана). 17 февраля 1944 года назначен командиром 1-го батальона 1-го казачьего полка, на 4 октября — командир 2-го батальона того же полка (в чине майора). Был ранен под Дублье 28 сентября 1944 года. С 3 ноября 1944 года командовал батальоном тяжелого оружия, с 24 ноября — 2-м батальоном. Отличился при обороне Челича в декабре 1944, был награждён Железным крестом 2-го класса. Был ранен и остался в строю при обороне села Яруга 15 апреля 1945 года.
После окончания Второй мировой войны находился в лагере Келлерберг, в 1946 году — в Зальцбурге. В 1949 году переехал в США, жил в Лос-Анджелесе. Состоял первым, а затем почетным председателем Калифорнийского отдела Союза участников 1-го Кубанского похода, почетным членом Общества русских ветеранов Великой войны и Обще-кадетского объединения. Оставил воспоминания. Скончался в 1967 году в Лос-Анджелесе. Похоронен на Голливудском кладбище.
Был женат на Марии Николаевне Федоровой (1895—1968), в Гражданскую войну она была сестрой милосердия. Их сын Михаил окончил Первый Русский кадетский корпус, умер в 2008 году в Лос-Анджелесе.